# John McFarland
John McFarland, född 2 april 1992, är en kanadensisk professionell ishockeyspelare som är kontrakterad till NHL-organisationen Florida Panthers och spelar för deras primära samarbetspartner Portland Pirates i American Hockey League (AHL). Han har tidigare spelat på lägre nivåer för San Antonio Rampage i AHL, Cincinnati Cyclones i ECHL och Sudbury Wolves, Saginaw Spirit och Ottawa 67's i Ontario Hockey League (OHL).
McFarland draftades i andra rundan i 2010 års draft av Florida Panthers som 33:e spelare totalt.

## Statistik
| 2007–2008   | Toronto Jr. Canadiens Minor Midget AAA |             | 76  | 96 | 69  | 165 | 176 | —  | — | — | —  | —  |
| 2008–2009   | Sudbury Wolves                         | OHL         | 58  | 21 | 31  | 52  | 36  | 6  | 1 | 3 | 4  | 2  |
| 2009–2010   | Sudbury Wolves                         | OHL         | 64  | 20 | 30  | 50  | 70  | 4  | 3 | 0 | 3  | 2  |
| 2010–2011   | Sudbury Wolves                         | OHL         | 12  | 6  | 4   | 10  | 13  | —  | — | — | —  | —  |
|             | Saginaw Spirit                         | OHL         | 37  | 19 | 9   | 28  | 33  | 12 | 5 | 4 | 9  | 6  |
| 2011–2012   | Saginaw Spirit                         | OHL         | 36  | 20 | 21  | 41  | 18  | —  | — | — | —  | —  |
|             | Ottawa 67's                            | OHL         | 12  | 4  | 5   | 9   | 10  | —  | — | — | —  | —  |
| 2012–2013   | San Antonio Rampage                    | AHL         | 43  | 5  | 9   | 14  | 10  | —  | — | — | —  | —  |
|             | Cincinnati Cyclones                    | ECHL        | 23  | 12 | 13  | 25  | 12  | 12 | 4 | 5 | 9  | 6  |
| 2013–2014   | San Antonio Rampage                    | AHL         | 45  | 10 | 14  | 24  | 17  | —  | — | — | —  | —  |
|             | Cincinnati Cyclones                    | ECHL        | 20  | 8  | 5   | 13  | 4   | —  | — | — | —  | —  |
| 2014–2015   | San Antonio Rampage                    | AHL         | 46  | 10 | 9   | 19  | 8   | 3  | 1 | 0 | 1  | 0  |
| 2015–2016   | Florida Panthers                       | NHL         | 3   | 0  | 0   | 0   | 0   | —  | — | — | —  | —  |
|             | Portland Pirates                       | AHL         | 44  | 14 | 9   | 23  | 26  | —  | — | — | —  | —  |
| NHL totalt  | NHL totalt                             | NHL totalt  | 3   | 0  | 0   | 0   | 2   | —  | — | — | —  | —  |
| AHL totalt  | AHL totalt                             | AHL totalt  | 178 | 39 | 41  | 80  | 61  | 3  | 1 | 0 | 1  | 6  |
| ECHL totalt | ECHL totalt                            | ECHL totalt | 43  | 20 | 18  | 38  | 16  | 12 | 4 | 5 | 9  | 6  |
| OHL totalt  | OHL totalt                             | OHL totalt  | 219 | 90 | 100 | 190 | 180 | 22 | 9 | 7 | 16 | 10 |